# Heusden (Asten)
Heusden is een kleine kern in de gemeente Asten, in de Nederlandse provincie Noord-Brabant. Het dorp telde op 1 januari 2023 2.550 inwoners. Men hanteert ook wel de benaming Asten-Heusden en onder inwoners wordt er vaak gesproken over Heuze. In 2021 vierde de parochie Heusden haar 100-jarig bestaan, echter de festiviteiten werden door de coronapandemie veelal uitgesteld naar 2022.

## Geschiedenis
Heusden was al in de middeleeuwen een gehucht, dat zich in de loop van de eeuwen opsplitste in de Voorste-, Middelste- en Achterste Heusden, en Behelp. Later groeide het gehucht uit tot een heide-ontginningsdorp. De bewoners besloten een coöperatieve winkel op te richten, waarvan de baten zouden worden gebruikt voor de bouw van een school en kerk. In 1918 kwam er een school, in 1920 werd een pastoor benoemd, terwijl in 1921 ook de zelfstandige parochiekerk gereed kwam. In 2006 werd de parochie met de twee andere parochies uit Asten samengevoegd tot de Angelusparochie.

## Bezienswaardigheden
- De Sint-Antonius van Paduakerk is een eenvoudige eenbeukige neogotische kerk uit 1921. De architect hiervan was Hendrik Vorstermans uit Oss. Ze bezit zeven gebrandschilderde ramen in het koor, die de zeven sacramenten voorstellen.
- De voormalige pastorietuin werd vanaf 1980 ingericht als botanische tuin. Er zijn onder meer coniferen en succulenten aan te treffen.
- Grieks-orthodox klooster aan de Gruttoweg. Dit klooster, met de naam 'Klooster Geboorte Moeder Gods' wordt sinds 1988 bewoond door enkele monialen van verschillende nationaliteiten die behoren tot de Grieks-orthodoxe Kerk.
- In Heusden ligt de ruïne van Kasteel Asten, waarop voorheen de heren van Asten resideerden, zie daarvoor ook: Asten.
- Ten zuidoosten van het dorp op de grens met Limburg ligt nationaal park de Groote Peel.
- Midden in het dorp ligt ook een monumentaal pand, in de volksmond "de Mariaschool" genaamd, hoewel deze school in werkelijkheid de naam Sint-Antoniusschool droeg.

## Verenigingen
In Heusden zijn veel verenigingen actief en actief geweest op bijvoorbeeld het gebied van creativiteit, ontspanning, sport en muziek.
Op het gebied van sport zijn bijvoorbeeld 
- handboogvereniging DHSZOD (De Haas Stropen Zij Ons Doel) (1873-heden),
- paardensportvereniging De Peelruiters (1945-heden),
- voetbalvereniging SV ONDO (1962-heden), korfbalvereniging DOS (1963-2017) gefuseerd met Olympia uit Ommel tot ODC (2017-heden),
- TWC (ToerWielerClub) 't Ventieleke (1991-heden),
- tennisvereniging De Meijvink (1993-heden), Golfvereniging Het Woold (2010-heden) en enkele biljartverenigingen actief. Breed actieve verenigingen waren/zijn
- de RKJB (Rooms Katholieke Jonge Boerenstand), later de KPJ (Katholieke Plattelands Jongeren) (1935-2005)
- Seniorenvereniging Heusden (1962-heden).

Voor de vrolijke activiteiten tijdens het carnavalsseizoen is 
- Carnavalsvereniging De Peelvrujters actief, samen met
- boerenkapel De Turvers (1962 - heden).

Voor toneelopvoeringen zorgt 
- toneelvereniging Onderling Kunstgenot (1925-heden).

Er werd en wordt nog steeds volop gemusiceerd in Heusden: 
- Harmonie St. Antonius (1931-1978 (Fanfare) - 1978-heden (Harmonie)) met muziekkorps, slagwerkgroep, majoretten en een showdansgroep
- Kerkkoor St. Antonius (1921-heden),
- De Jobo's (Jonge boeren en boerinnen)(1950-+/-1985 (Reünie bij Revue 50 jaar KPJ),
- In Dulci Jubilo, opgericht door Hendrik Vlemmix,(1961-+/-1969),
- Ouderenkoor Amicitia (+/- 1970-heden), Het Heusdens Gemengd Koor (1987-2018),
- zangkoor Erato (1971-heden), zanggroep In Between (2000-heden),
- jongerenkoor Nota Feliz (2007-2020) en kinderkoor De Flierefluiters (Niet meer actief (2016)).

Ook bestaat er al sinds 1970 een Open Jongeren Centrum OJC Jonosh (JON(gerenso)OSH(eusden))(1970-heden) genaamd, waar geregeld bands optreden en thema-activiteiten gehouden worden. Op de locatie van het voormalige schoolgebouw de Mariaschool delen zij hun onderkomen met 
- Jong Nederland Heusden (1948-heden).

## Natuur en landschap
Nationaal park De Groote Peel (Op de grens van Brabant en Limburg)
Visvijver De Witte Bergen

## Bekende personen en namen
- Volksmuziekgroep Horlepiep (sinds 1975)
- Jan van Eijk (1935-1986)

## Nabijgelegen kernen
Nabijgelegen kernen zijn: Asten, Neerkant, Someren-Eind, Meijel.
Tussen Heusden en Neerkant was een ontginningsdorp gepland, genaamd Willemsveen. Door het stopzetten van de ontginning van de Peel is Willemsveen nooit uitgegroeid tot een dorp.